# Háj (district de Košice-okolie)
Pour les articles homonymes, voir Háj.
Háj (hongrois : Áj) est un village de Slovaquie situé dans la région de Košice.

## Histoire
La première mention écrite du village date de 1409.
La localité fut annexée par la Hongrie après le premier arbitrage de Vienne le 2 novembre 1938. En 1938, on comptait 421 habitants. Elle faisait partie du district de Turňa nad Bodvou (hongrois : Tornai járás). Durant la période 1938 - 1945, le nom hongrois Áj était d'usage. À la libération, la commune a été réintégrée dans la Tchécoslovaquie reconstituée.

## Démographie

### Évolution de la population
| Année:               | 1994. | 2004.    | 2014.   | 2024.    |
| -------------------- | ----- | -------- | ------- | -------- |
| Nombre de personnes: | 332   | 285      | 290     | 239      |
| Différence:          |       | -14,15 % | +1,75 % | -17,58 % |

| Année:               | 2023. | 2024.   |
| -------------------- | ----- | ------- |
| Nombre de personnes: | 242   | 239     |
| Différence:          |       | -1,23 % |